# Overpoortstraat
De Overpoortstraat, kortweg Overpoort genoemd, is een straat in het centrum van de Belgische stad Gent. De Overpoortstraat loopt van het kruispunt Heuvelpoort met de R40 en de Normaalschoolstraat in het zuiden naar het Sint-Pietersplein in het noorden.
De straat staat bekend als de uitgaansbuurt voor studenten in Gent en wordt soms door hen de Toverpoort genoemd. Er zijn tientallen cafés, restaurants en nachtclubs. In de nabijheid van de Overpoort zijn er ook verschillende studentenhomes en koten. Tot in 2011 was er ook een studentenrestaurant in de Overpoortstraat, de Resto Overpoort (of Octopus-resto). Sindsdien huisvest het gebouw onder meer een fitness en een supermarkt.
In het verlengde van de Overpoortstraat ligt in het noorden het Sint-Pietersplein, de Blandijnberg en de Sint-Pietersnieuwstraat. In zuidelijke richting ligt de campus Ledeganck. Die as vormt de ruggengraat van de Gentse studentenbuurt.

## Geschiedenis

### Circulatieplan 2017
Sinds de invoering van het Gentse circulatieplan van 2017 is een deel van de straat autovrij en is het geheel dus autoluw (behalve bussen en laden en lossen). Voordien was de as Overpoortstraat - Sint-Pietersnieuwstraat een as voor doorgaand autoverkeer tussen de stadsring (R40) en de Zuid.

### Heraanleg 2022
Tussen mei en september 2022 wordt de volledige Overpoortstraat heraangelegd als woonerf. Dat betekent dat voetgangers er op de volledige rijweg mogen wandelen. Bestuurders van voertuigen (waaronder fietsers) mogen hen niet hinderen, moeten zo nodig voor hen stoppen en mogen maximum 20 km/u rijden. Voetgangers mogen het verkeer wel niet nodeloos belemmeren. Anders dan een traditioneel woonerf, blijven er wel trottoirs. Die worden verbreed zodat er plaats is voor bomen en terrassen bij de cafés, die ook al tijdelijk ingevoerd waren tijdens de coronapandemie. De straat wordt ook eenrichtingsverkeer, waardoor de buslijnen (5 en 8) enkel nog staduitwaarts door de straat mogen.